# Quadrilatère inscriptible

Quadrilatères inscriptibles

En géométrie, un quadrilatère inscriptible (ou cyclique ) est un quadrilatère dont les sommets se trouvent tous sur un seul et même cercle. Les sommets sont dits cocycliques. Le quadrilatère est dit inscrit dans le cercle, et le cercle, circonscrit au quadrilatère.

## Caractérisations

### Par les médiatrices
Un quadrilatère convexe est inscriptible si et seulement si les quatre médiatrices des côtés sont concourantes. Le point de concours est alors le centre du cercle circonscrit et les médiatrices des diagonales passent par ce point.

### Par les angles

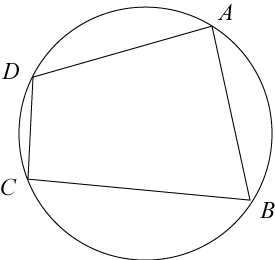
,

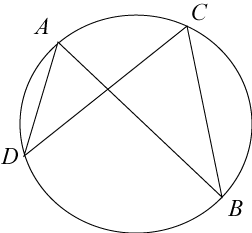

Un quadrilatère convexe est inscriptible si et seulement si les angles opposés sont supplémentaires (leur somme est π radians, soit 180°). Ou de façon équivalente, si et seulement si chaque angle externe est égal à l'angle interne opposé. Cette propriété est en fait une variante du théorème de l'angle inscrit et de l'angle au centre.
Un quadrilatère croisé est inscriptible si et seulement si ses angles opposés ont même mesure.

## Existence
Théorème de Sturm ,: s'il existe un quadrilatère de longueurs de côtés  successifs {\displaystyle a,b,c,d}, c'est-à-dire si {\displaystyle a\leqslant b+c+d,b\leqslant c+d+a,c\leqslant d+a+b,d\leqslant a+b+c}, alors il existe un quadrilatère convexe inscriptible ayant {\displaystyle a,b,c,d} pour longueurs de côtés.
Cela signifie que les sommets de tout quadrilatère articulé peuvent être inscrits dans un cercle.

## Aire

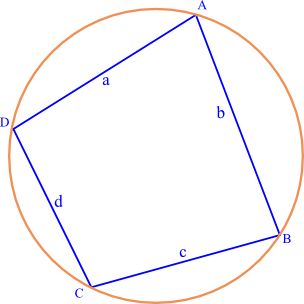
Quadrilatère inscriptible de côtés a, b, c et d.

L'aire S d'un quadrilatère convexe inscriptible en fonction des longueurs a, b, c et d de ses côtés successifs est donnée par la formule de Brahmagupta :
{\displaystyle S={\sqrt {(p-a)(p-b)(p-c)(p-d)}}}
où p = a + b + c + d/2 est le demi-périmètre.
D'après la formule de Bretschneider, un quadrilatère convexe ayant a, b, c d pour suite de longueurs des côtés possède une aire maximale lorsqu'il est inscriptible.
L'aire d'un quadrilatère convexe inscriptible est aussi donnée (voir infra) par :
{\displaystyle S={\frac {1}{2}}(bc+ad)\sin \gamma }
où γ est l'angle entre les côtés de longueurs a et d.

## Diagonales
Le théorème de Ptolémée dit que le produit des longueurs e et f des deux diagonales d'un quadrilatère convexe inscriptible est égal à la somme des produits des longueurs des côtés opposés ac et bd :
{\displaystyle ef=ac+bd}.

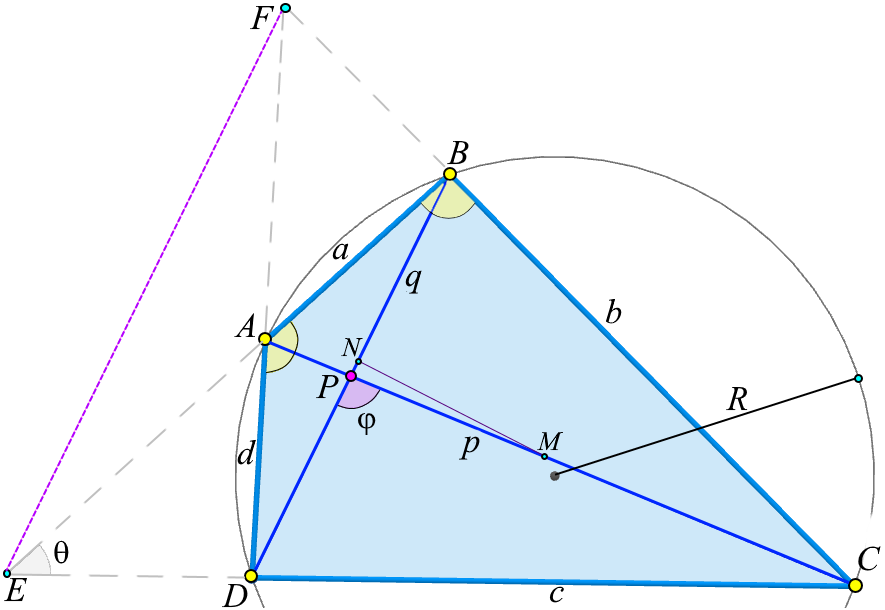
Quadrilatère inscriptible avec ses deux diagonales de longueurs p et q, et ses triangles deux à deux semblables

Les deux diagonales d'un quadrilatère convexe le coupent en quatre triangles ; lorsque le quadrilatère est inscriptible, les paires de triangles opposés sont constituées chacune de deux triangles semblables.
Pour un quadrilatère convexe inscriptible de sommets successifs A, B, C, D, de côtés successifs a = AB, b = BC, c = CD et d = DA, et de diagonales e = AC et f = BD, on a (second théorème de Ptolémée):
Si le point d'intersection des diagonales divise une diagonale en segments de longueurs {\displaystyle e_{1}} et {\displaystyle e_{2}}, et divise l'autre diagonale en segments de longueurs {\displaystyle f_{1}} et {\displaystyle f_{2}}, alors {\displaystyle e_{1}e_{2}=f_{1}f_{2}}. (Ceci est valable parce que les deux diagonales sont des cordes d'un cercle.)

## Cas particuliers
Tout rectangle est un trapèze isocèle, c'est-à-dire un trapèze circonscriptible.
Un cerf-volant est inscriptible si et seulement s'il a deux angles droits (cerf-volant droit).

## Autres propriétés
- Durant le XIVe siècle, le mathématicien Parameshvara Nambudiri (en) détermina le rayon du cercle circonscrit d'un quadrilatère inscriptible. Notons les longueurs des côtés successifs a, b, c, d, le demi-périmètre p et l'aire S ; le rayon R s'obtient par la formule[6] :

{\displaystyle R={\frac {1}{4}}{\sqrt {\frac {(ab+cd)(ac+bd)(ad+bc)}{(p-a)(p-b)(p-c)(p-d)}}}={\frac {\sqrt {(ab+cd)(ac+bd)(ad+bc)}}{4S}}}.
- Il n'existe pas de quadrilatère inscriptible dont l'aire est rationnelle et dont les longueurs des côtés sont rationnelles, inégales et forment une progression arithmétique ou géométrique[7].

- Les fonctions trigonométriques de l'angle γ entre les côtés de longueurs a et d sont données par[8] :

{\displaystyle \cos \gamma ={\frac {a^{2}+d^{2}-b^{2}-c^{2}}{ad+bc}}} ;
{\displaystyle \sin \gamma ={\frac {2S}{ad+bc}}} (S étant l'aire) ;
{\displaystyle \tan {\frac {\gamma }{2}}={\sqrt {\frac {(p-a)(p-d)}{(p-b)(p-c)}}}}.

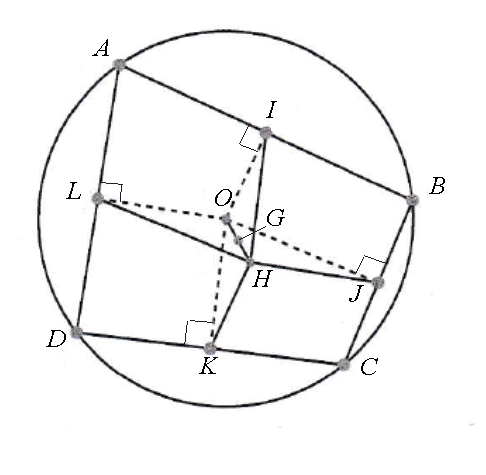

- Théorème de Jules Mathot (1901) : Dans un quadrilatère convexe inscriptible, les quatre droites passant par le milieu d'un côté et perpendiculaires au côté opposé sont concourantes. Le point de concours est le symétrique H du centre O du cercle circonscrit par rapport au centre de gravité des sommets (ou centre géométrique) G [9]p. 131,[10],[11].

Ces quatre droites sont appelées "maltitudes" en anglais (pour "midpoint-altitude"), ce que l'on peut traduire par "hauteurs médianes".
Certains auteurs considèrent la droite (OGH) comme la "droite d'Euler" du quadrilatère inscriptible .
- Théorème japonais

Théorème japonais — On considère un quadrilatère ABCD inscriptible. On note IA le centre du cercle inscrit du triangle BCD, et rA son rayon ; on construit de façon similaire IB et rB pour ACD, IC et rC pour ABD, ID et rD pour ABC. Alors :
- IAIBICID forme un rectangle
- rA + rC = rB + rD

## Quadrilatères de Brahmagupta

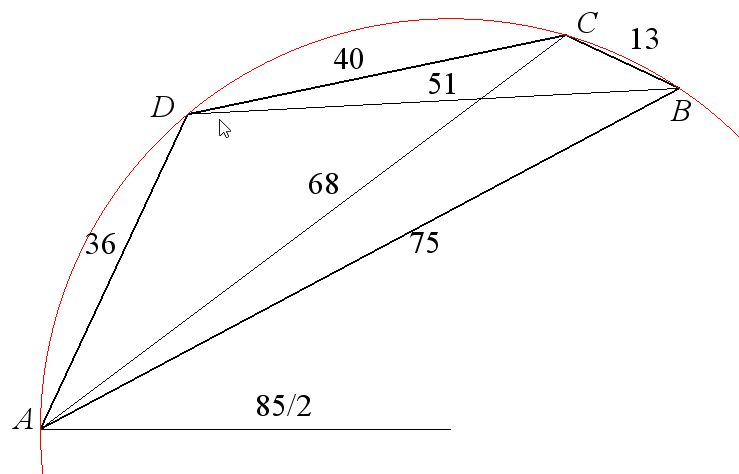
Exemple de quadrilatère de Brahmagupta ; l'aire est égale à 966.

Un quadrilatère de Brahmagupta,est un quadrilatère convexe inscriptible dont les longueurs des côtés, les longueurs des diagonales et l'aire sont des nombres entiers. On obtient tous les quadrilatères de Brahmagupta de longueurs de côtés a, b, c, d, de longueurs de diagonales e, f, d'aire S et de rayon circonscrit R, en supprimant les dénominateurs des expressions suivantes impliquant des paramètres rationnels {\displaystyle t=\tan {\frac {\widehat {CAD}}{2}}=\tan {\frac {\widehat {CBD}}{2}},u=\tan {\frac {A}{2}},v=\tan {\frac {C}{2}}} :
{\displaystyle a=[t(u+v)+(1-uv)][u+v-t(1-uv)]}
{\displaystyle b=(1+u^{2})(v-t)(1+tv)}
{\displaystyle c=t(1+u^{2})(1+v^{2})}
{\displaystyle d=(1+v^{2})(u-t)(1+tu)}
{\displaystyle e=u(1+t^{2})(1+v^{2})}
{\displaystyle f=v(1+t^{2})(1+u^{2})}
{\displaystyle S=uv[2t(1-uv)-(u+v)(1-t^{2})][2(u+v)t+(1-uv)(1-t^{2})]}
{\displaystyle 4R=(1+u^{2})(1+v^{2})(1+t^{2}).}

## Propriétés des quadrilatères inscriptibles qui sont également orthodiagonaux

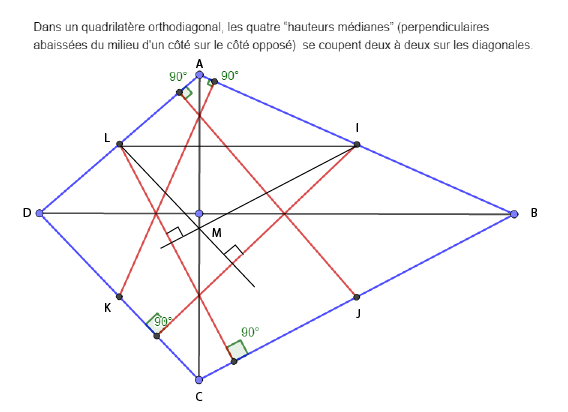

Dans un quadrilatère orthodiagonal (c'est-à-dire dont les diagonales sont perpendiculaires), les "hauteurs médianes" définies ci-dessus se coupent deux à deux sur des diagonales. Par exemple, les "hauteurs médianes" issues des milieux de [AD] et [AB] se coupent sur la diagonale issue de A.

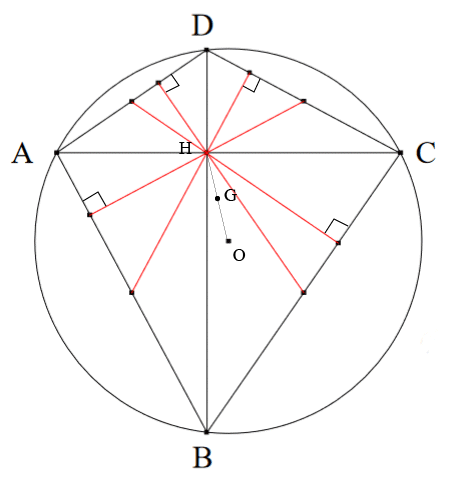

Par conséquent, d'après la propriété ci-dessus, dans un quadrilatère à la fois inscriptible et orthodiagonal, les quatre "hauteurs médianes" concourent au point d’intersection H des diagonales, appelé l'anticentre du quadrilatère inscriptible orthodiagonal .
On retrouve ainsi le théorème de Brahmagupta, affirmant que dans un quadrilatère inscriptible orthodiagonal, la perpendiculaire à n'importe quel côté passant par le point d'intersection des diagonales coupe l'autre côté en son milieup. 137.
Dans un quadrilatère inscriptible orthodiagonal :
- la distance du centre O du cercle circonscrit à n'importe quel côté est égal à la moitié de la longueur du côté opposé[9]p. 138,

- supposons que l'intersection des diagonales divise une diagonale en segments de longueurs e1 et e2 et divise l'autre diagonale en segments de longueurs f1 et f2. Alors[15]

{\displaystyle e_{1}^{2}+e_{2}^{2}+f_{1}^{2}+f_{2}^{2}=a^{2}+c^{2}=b^{2}+d^{2}=4R^{2}}
où {\displaystyle R} est le rayon du cercle circonscrit. Cela est dû au fait que les diagonales sont des cordes perpendiculaires d'un cercle. De façon équivalente, la moyenne de e12, e22, f12 et f22 est égale à R2. En outre, les équations a2 + c2 = b2 + d2 = 4R2 impliquent que la somme des carrés des côtés est égal à huit fois le carré du rayon du cercle circonscrit.
Le quotient du périmètre d'un cercle par celui d'un carré inscrit est égal à π/2√2 ≈ 1,110 720 (suite A093954 de l'OEIS).